# Chreszczatyćke
Chreszczatyćke (ukr. Хрещатицьке, formalnie do 2016 Krasnoarmijśke, ukr. Красноармійське – zmiana nazwy nie weszła w życie) – wieś na Ukrainie, w obwodzie donieckim, w faktycznie niefunkcjonującym rejonie kalmiuskim, od 2014 pod kontrolą marionetkowej, uzależnionej od Rosji Donieckiej Republiki Ludowej. W 2001 liczyła 1235 mieszkańców, spośród których 990 wskazało jako ojczysty język ukraiński, 241 rosyjski, 2 ormiański, 1 grecki, a 1 inny.